# Giarre
Giarre is een gemeente in de Italiaanse provincie Catania (regio Sicilië) en telt 26.808 inwoners (31-12-2004). De oppervlakte bedraagt 27,5 km2, de bevolkingsdichtheid is 975 inwoners per km2.

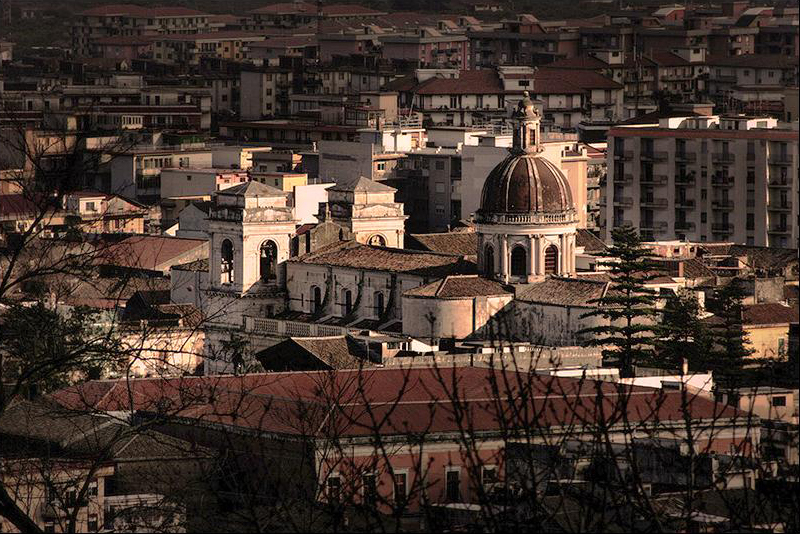
Uitzicht over Giarre
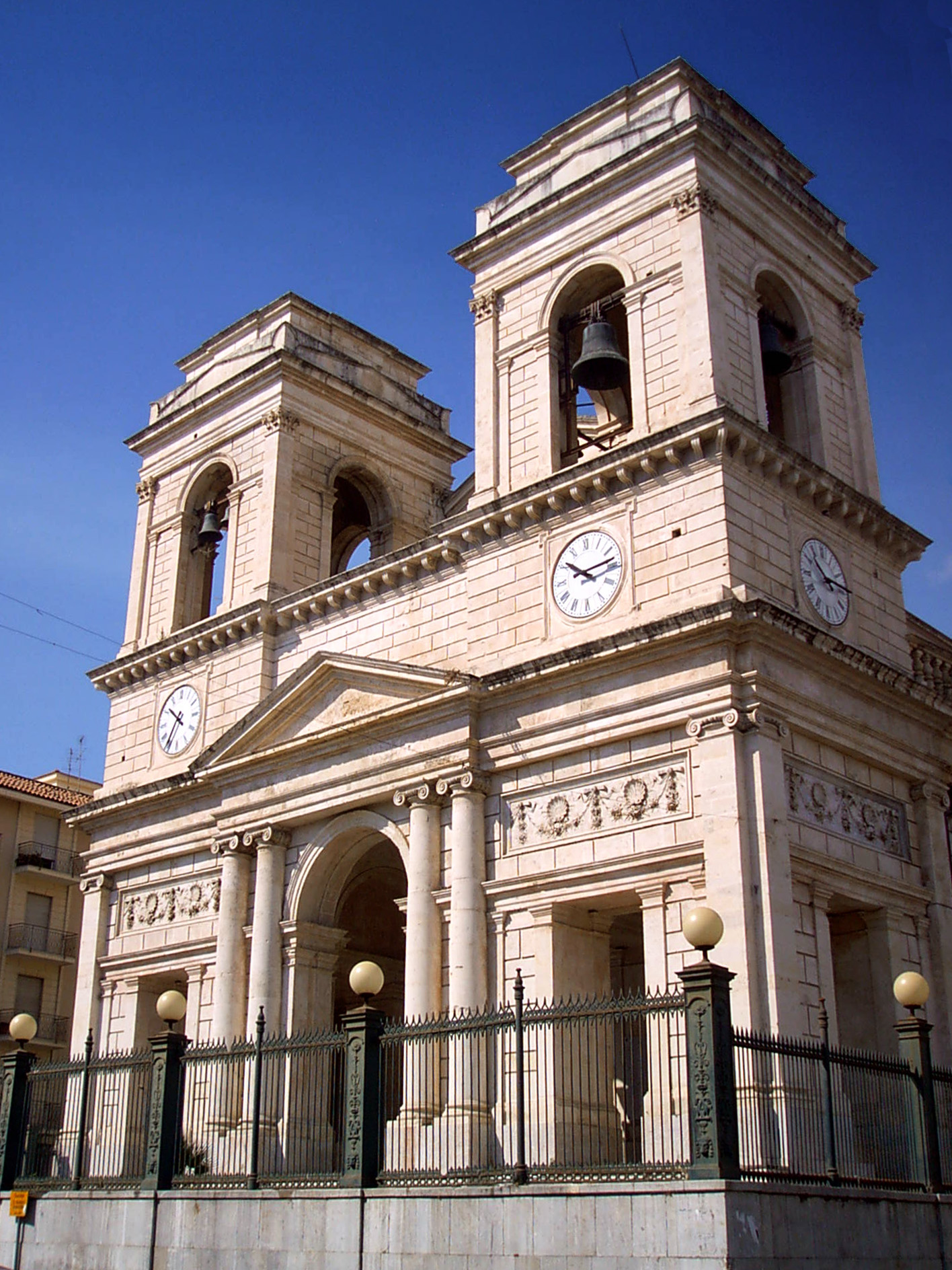
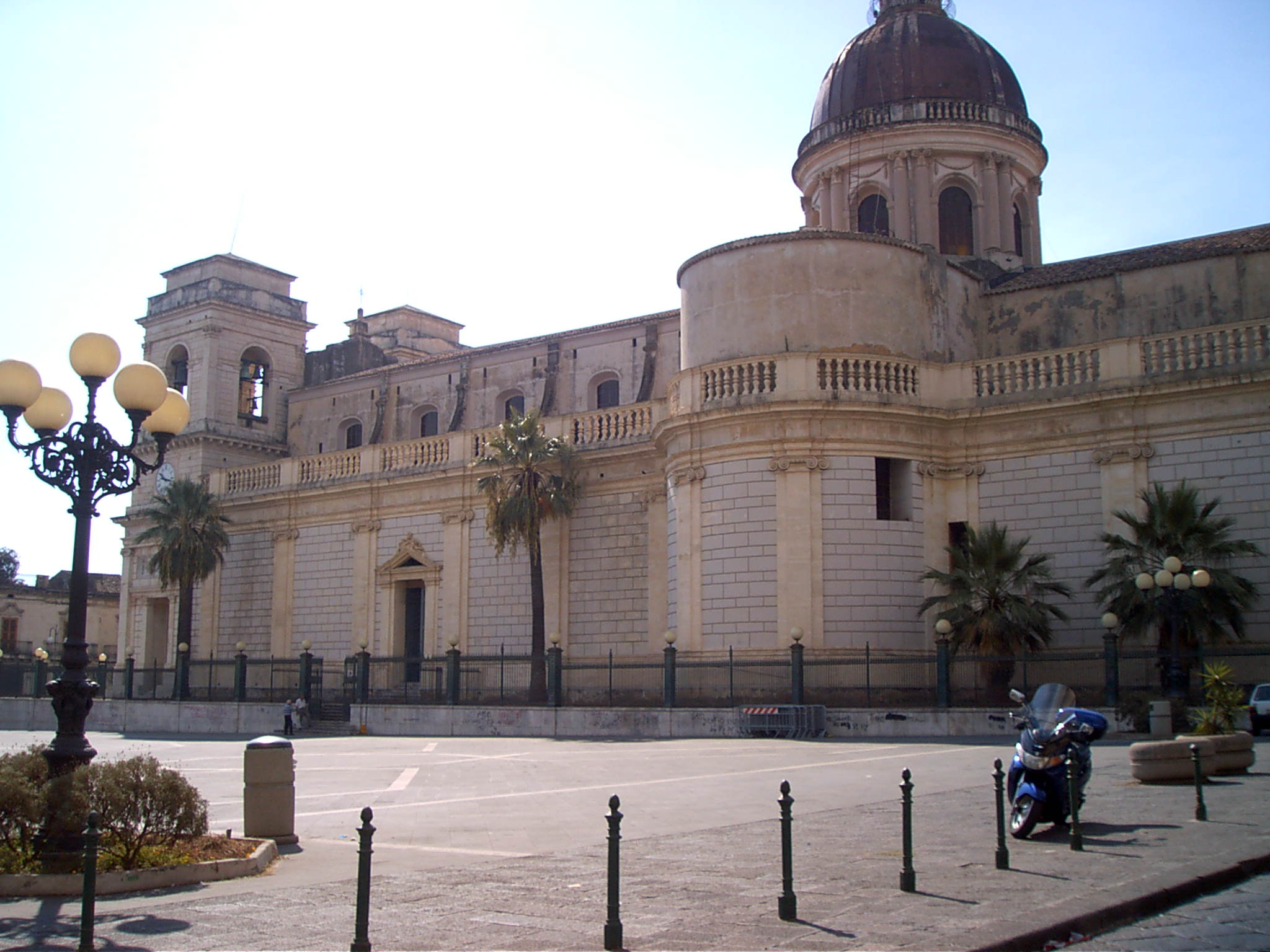
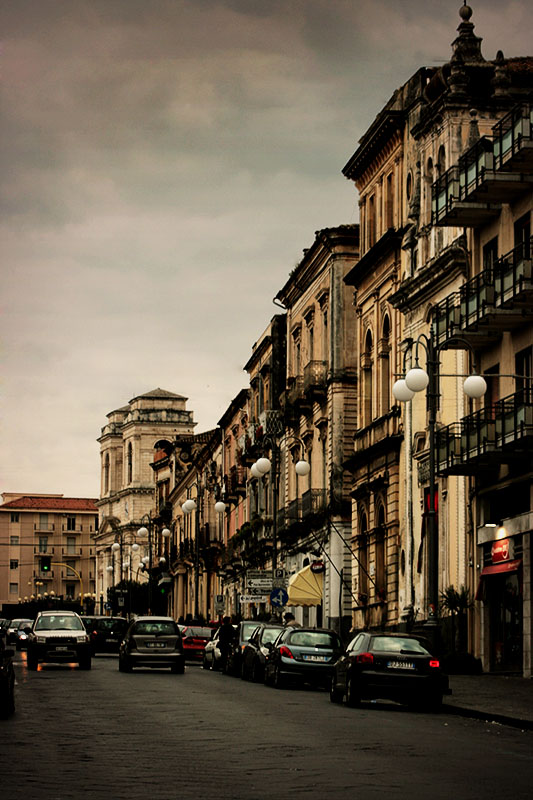
Via Callipoli
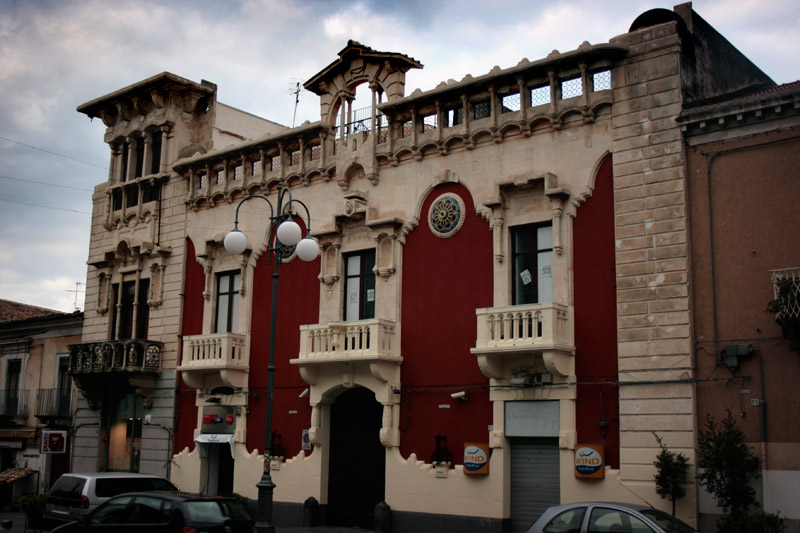
Palazzo Bonaventura
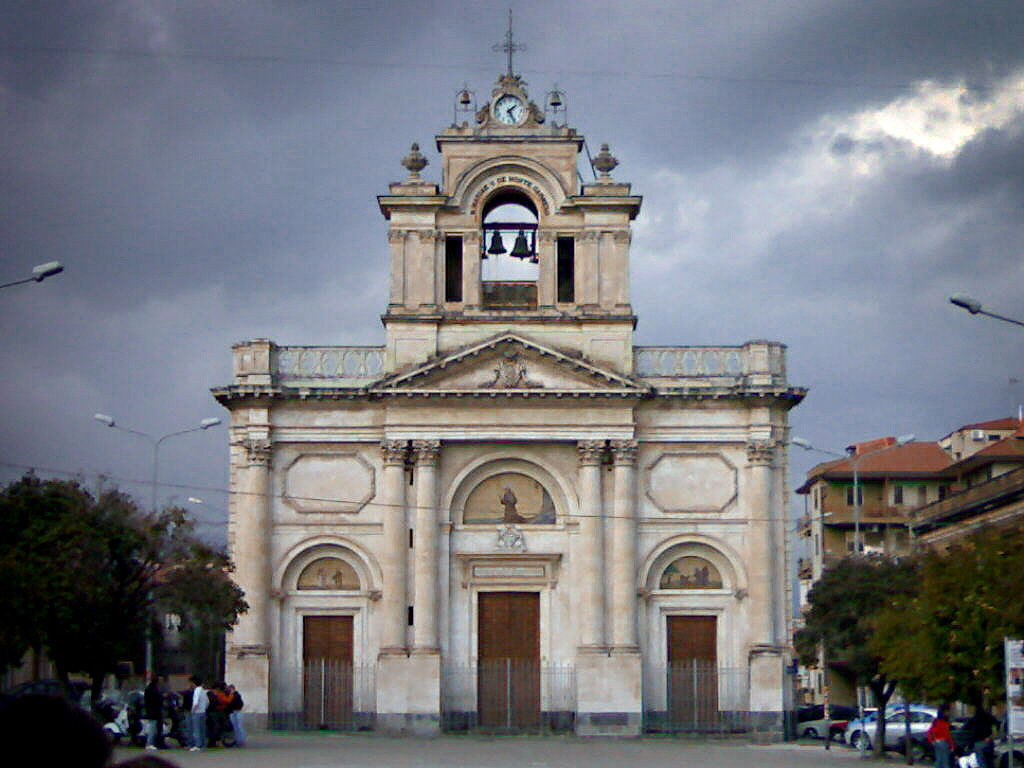
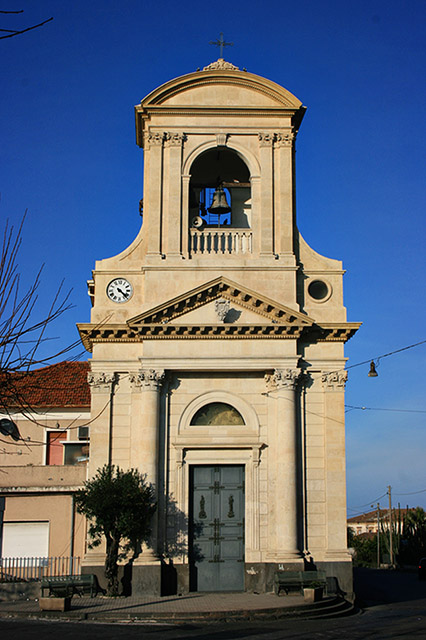
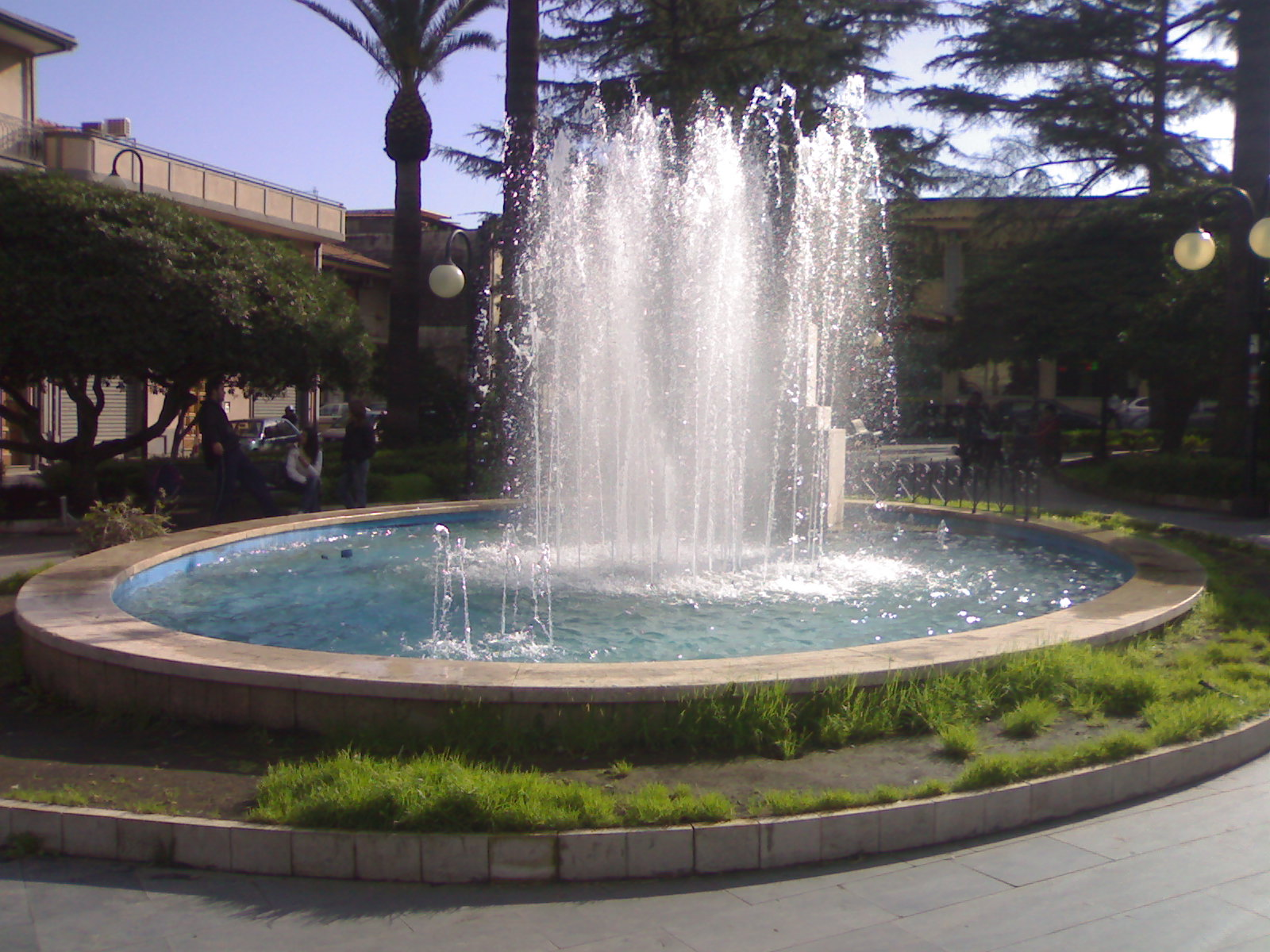
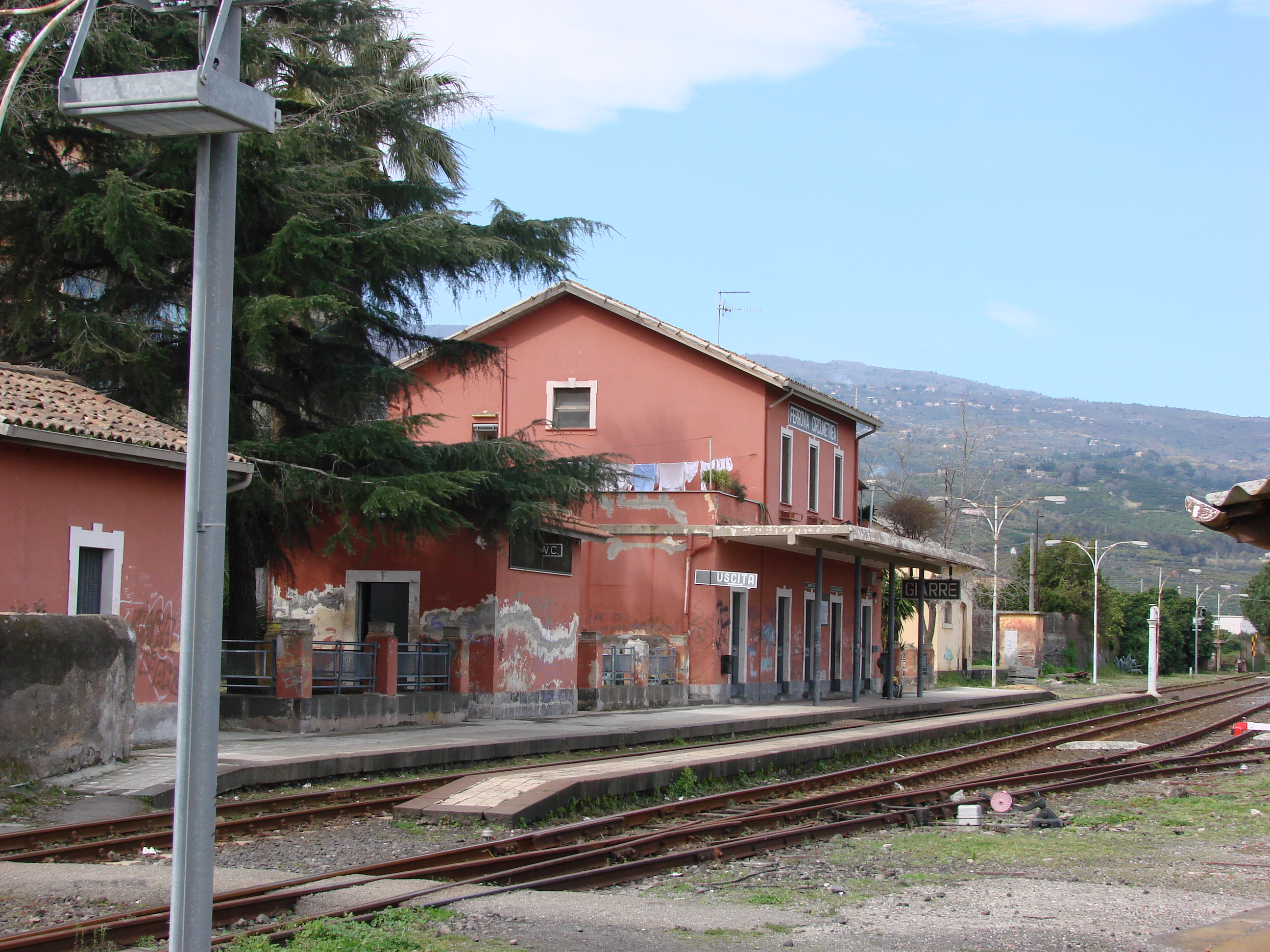
Station

## Demografie
Giarre telt ongeveer 9838 huishoudens. Het aantal inwoners daalde in de periode 1991-2001 met 1,8% volgens cijfers uit de tienjaarlijkse volkstellingen van ISTAT.
| Jaar | Inwoneraantal |
| ---- | ------------- |
| 1991 | 26.853        |
| 2001 | 26.357        |

## Geografie
De gemeente ligt op ongeveer 81 m boven zeeniveau.
Giarre grenst aan de volgende gemeenten: Acireale, Mascali, Milo, Riposto, Sant'Alfio, Santa Venerina, Zafferana Etnea.

## Geboren
- Carmelo Patanè (1869-1952), aartsbisschop van Otranto, aartsbisschop van Catania